# Saurita intricata
Saurita intricata är en fjärilsart som beskrevs av Walker 1854. Saurita intricata ingår i släktet Saurita och familjen björnspinnare. Inga underarter finns listade.